# Blu Tack

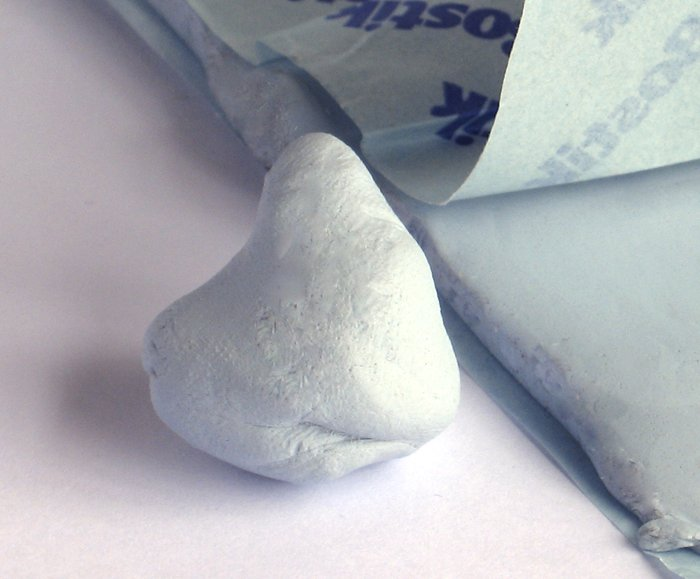
Blu Tack

Blu Tack (BluTack, nazywany także Blue Tack, BlueTack) – plastyczna masa klejąca wielokrotnego użytku podobna w konsystencji do plasteliny lub kitu. Nie wysycha i stosunkowo łatwo ją odlepić. Stosowana do mocowania lekkich elementów (takich jak plakaty lub kartki papieru) do ścian, tablic lub innych suchych powierzchni. Pierwotnie koloru jasnoniebieskiego, obecnie jest dostępna w różnych barwach. Produkowana przez firmę Bostik.
Skład Blu-Tacka stanowi tajemnicę produkcji, ale jest ogólnie opisywany jako mieszanina gum syntetycznych, niewykazująca niebezpiecznych właściwości w normalnych warunkach. Może zostać połknięty bez szkody dla zdrowia i nie jest rakotwórczy. Jest nierozpuszczalny i gęstszy niż woda. Nie jest łatwopalny, ale przy wystawieniu na wyższe temperatury lub ogień wydziela dwutlenek węgla i tlenek węgla.

## Historia
Blu Tack powstał przypadkowo w 1969 roku podczas próby stworzenia nowego uszczelniacza przy użyciu kredy, kauczuku i oleju. Wynalazca nie jest znany.
Początkowo potencjał tego materiału nie był w pełni rozpoznany, ale później Bostik rozpoczął badania nad jego rozwojem, co ostatecznie zaowocowało stworzeniem produktu o nazwie Blu-Tack. W fazie koncepcyjnej Blu-Tack był biały, ale w odpowiedzi na obawy wynikające z badań marketingowych, polegające na możliwości pomylenia przez dzieci Blu Tacka z jadalnymi wyrobami cukierniczymi został zabarwiony na kolor bladoniebieski.
W Wielkiej Brytanii w marcu 2008 roku Blu-Tack zmienił kolor po raz pierwszy od 1971 r. – na różowy, aby pomóc w zbiórce funduszy na rzecz kampanii raka piersi. Przygotowano 20 000 numerowanych paczek, na cele charytatywne przeznaczono £0,10 od każdego opakowania. Różowy Blu Tack został nieco zmodyfikowany, aby zachować pełną zgodność z jego niebieskim odpowiednikiem. Od tego czasu powstało wiele wersji kolorystycznych, w tym czerwona i biała oraz zielona wersja halloweenowa.

## Podobne produkty
Podobne produkty o różnych kolorach wykonywane są przez wielu producentów w tym:
- „Tack-it” przez Faber-Castell
- „Pritt-Tack”, „Poster Putty”, „Tac’N Stick”, „Ticky Tack”, „Sticky Tack”, „Patafix” i „White Tack” przez niemiecką firmę UHU
- „Sticky Stuff” i „Fun-Tak” przez Henkel (marki Pritt, Loctite i LePage)
- „Poster Tack” i „Elmer’s Tack” przez Elmer’s

Są one również sprzedawane pod nazwami rodzajowymi: kit klejowy, kit montażowy, masa klejąca, masa mocująca, masa montażowa itp.
Rodzajowy znak towarowy lub nazwa pospolita kitu montażowego zależy od części świata:
- „Fun-Tak” w wielu rejonach Stanów Zjednoczonych i Kanady.
- „Prestik” w południowej Afryce.
- „Patafix” we Francji i Włoszech.
- „kennaratyggjó” (guma do żucia nauczyciela) na Islandii
- „elefantsnot” (smarki słonia) w Danii

## Zastosowanie
Podobnie jak wszystkie kity montażowe, Blu-Tack stanowi alternatywę dla tradycyjnej, ugniatanej gumki do wycierania używanej przez artystów, o doskonałej przyczepności i plastyczności. Blu-Tacka można precyzyjnie kształtować i wykorzystywać nawet na bardzo małych obszarach. Tak jak ugniatane gumki artystyczne, może być rozciągany i ugniatany, w celu odświeżenia swoich powierzchni roboczych.
Blu-Tack stosowany jest także w sztuce. W 2007 roku artystka Elizabeth Thompson stworzyła 200-kilogramową rzeźbę domowego pająka wykorzystując Blu-Tacka i stalowej ramy. Zużyła około 4000 paczek, a jej dzieło zostało wystawione w londyńskim zoo.
Blu-Tack może być również używany do podnoszenia i przenoszenia obrazów w drukowanych kreskówkach.
Blu-Tack jest wykorzystywany w akustyce ze względu na zdolność do skutecznego tłumienia drgań.